# Alfred Werner (Jurist)
Alfred Werner (* 27. März 1891 in Stuttgart; † 26. August 1965) war ein deutscher Rechtsanwalt und Autor des Staudinger Gesetzeskommentars zum Bürgerlichen Gesetzbuch sowie des Düringer-Hachenberg Gesetzeskommentars zum Handelsgesetzbuch.

## Leben
Alfred Werner wurde als Sohn des Geheimen Justizrats Josef Werner, dem Sohn eines Rabbiners, geboren. Er studierte Rechtswissenschaft in München. Im Ersten Weltkrieg diente Werner als Offizier und wurde schwer verwundet. Am 22. Mai 1915 wurde Werner an der Ludwig-Maximilians-Universität München bei Professor Lothar von Seuffert mit der Arbeit zum Thema Willensmängel bei Prozesshandlungen promoviert. Sie wurde mit der Note summa cum laude ausgezeichnet. 1919 nach Bestehen des 2. Staatsexamens mit herausragendem Ergebnis ließ sich Werner als Rechtsanwalt in München nieder.
Im Frühjahr 1933 nach der Machtergreifung der Nationalsozialisten emigrierte Werner. Erste Stationen waren Paris und London, wo er als Rechtsberater arbeitete. 1935 wanderte Werner in Palästina ein. Dort war er ab 1938 in Haifa als Rechtsanwalt zugelassen. Später erlangte er auch die Zulassung als Notar.
1953 entschied sich Werner, in die Bundesrepublik Deutschland zurückzukehren. Er ließ sich in Düsseldorf nieder und eröffnete eine Anwaltskanzlei.

## Arbeit
Schon im Jahr 1925 wurde Werner Autor der 9. Auflage des Staudinger. Bis 1930 bearbeitete er die Kommentierung des Allgemeinen Teils der Schuldverhältnisse (§§ 241–432 BGB) völlig neu. Nach seiner Rückkehr aus Palästina übernahm er die Bearbeitung der 10./11. Auflage, deren Kommentierung der §§ 249–304 BGB er abschloss.
Des Weiteren war Werner Bearbeiter der Kommentierung der §§ 343–354 HGB im Düringer-Hachenberg Gesetzeskommentars zum Handelsgesetzbuch sowie der allgemeinen Einleitung zum 3. Buch Handelsgeschäfte.
1954 entwarf er auf Bitte von Henry Ormond die Berufungsbegründung in der Klage Norbert Wollheim gegen die I.G. Farbenindustrie AG i.L., die den Prozess nachhaltig beeinflusste. In der mündlichen Verhandlung vor dem Oberlandesgericht Frankfurt/M. am 1. März 1955 hielt Werner eines der Plädoyers für den Kläger.